# Miquel de Rússia (gran duc de Rússia I)

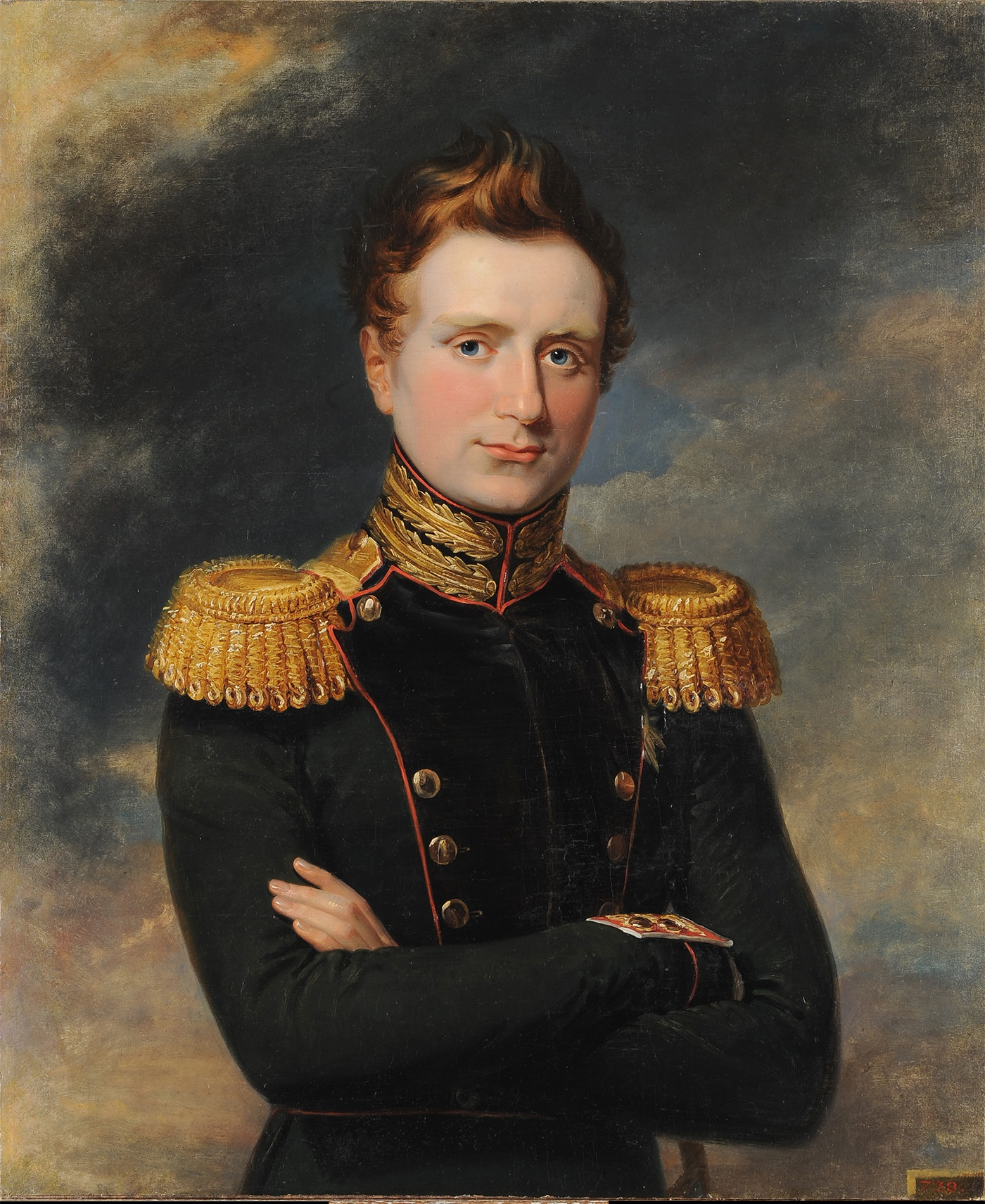
Miquel de Rússia, gran duc de Rússia.

Miquel de Rússia, gran duc de Rússia (Sant Petersburg 1798 - Varsòvia 1849). Gran duc de Rússia amb el tractament d'altesa imperial.
Nascut a la ciutat de Sant Petersburg, capital de l'imperi tsarista, el dia 8 de febrer de l'any 1798 sent fill del tsar Pau I de Rússia i de la duquessa Sofia de Württemberg. Miquel formava part de la família dels Romanov i era net per via paterna del tsar Pere III de Rússia i de la tsarina Caterina II de Rússia i per via materna del rei Frederic II Eugeni de Württemberg i de la marcgravina Frederica Dorotea de Brandenburg-Schwedt.
El dia 19 de febrer de l'any 1824 contragué matrimoni a Sant Petersburg amb la princesa Carlota de Württemberg, filla del príncep Pau de Württemberg i de la duquessa Carlota de Saxònia-Hildburghausen. La parella tingué cinc fills:
- SAR la gran duquessa Maria de Rússia, nada a Moscou el 1825 i morta a Viena el 1846.
- SAR la gran duquessa Elisabet de Rússia, nada a Sant Petersburg el 1826 i morta a Wiesbaden el 1845. Es casà amb el duc Adolf de Nassau.
- SAR la gran duquessa Caterina de Rússia, nada a Sant Petersburg el 1827 i morta a Sant Petersburg el 1894. Es casà el 1851 a Sant Petersburg amb el duc Jordi de Mecklenburg-Strelitz.
- SAR la gran duquessa Alexandra de Rússia, nat a Moscou el 1831 i mort a Moscou el 1831.
- SAR la gran duquessa Anna de Rússia, nada el 1834 a Moscou i morta el 1836 a Sant Petersburg.

El gran duc Miquel morí el dia 9 de setembre de l'any 1849 a Varsòvia. La branca cadet de la família imperial russa que ell inicià arran del seu casament no tingué continuïtat.